# Les Chemins de traverse (album de Francis Cabrel)
Pour les articles homonymes, voir Chemin de Traverse.
Albums de Francis Cabrel
Les Murs de poussière
(1977) Fragile
(1980)
Singles
1. Je l'aime à mourir
Sortie : 1979
2. Je rêve
Sortie : 1979

Les Chemins de traverse est le second album de Francis Cabrel. Il sort en 1979 sur le label CBS Records, deux ans après le premier album Les Murs de poussière.

## L'album
Cet album a été vendu à plus de 600 000 exemplaires en France et la chanson qui en est issue, Je l’aime à mourir, reste la plus grosse vente de singles de Francis Cabrel avec plus de 700 000 exemplaires écoulés. 
La pochette présente une photo de Francis Cabrel avec cheveux longs bruns et moustache, accroupi, portant un tee-shirt avec le dessin d'un arc-en-ciel et des nuages ; la photo (illustrant également la pochette du 45 tours Je l'aime à mourir) est sur-imprimée plusieurs fois à la suite de plus en plus petite.

## Liste des titres
Face 1
Toutes les chansons sont écrites et composées par Francis Cabrel sauf mention contraire.
| No | Titre                     | Durée |
| -- | ------------------------- | ----- |
| 1. | Souviens-toi de nous      | 3:27  |
| 2. | Je l'aime à mourir        | 2:44  |
| 3. | Les Pantins de naphtaline | 3:22  |
| 4. | Je rêve                   | 3:20  |
| 5. | Les Voisins               | 3:03  |

Face 2
| No  | Titre                   | Auteur                                         | Durée |
| --- | ----------------------- | ---------------------------------------------- | ----- |
| 6.  | Les Chemins de traverse |                                                | 3:01  |
| 7.  | Une star à sa façon     | Francis Cabrel, Alain Salvati / Francis Cabrel | 2:55  |
| 8.  | C'était l'hiver         |                                                | 3:52  |
| 9.  | Mais le matin           |                                                | 4:14  |
| 10. | Monnaie blues           |                                                | 3:12  |

## Musiciens
- Francis Cabrel : chant, guitares.
- Claude Engel : guitares.
- Pierre Tison : guitares.
- Jannick Top : basse.
- Marc Chantereau : claviers, percussions.
- Glen Spreen : claviers, direction rythmique et arrangements des cordes
- Pierre Alain Dahan : batterie, percussions.

## Crédits
- Enregistré et mixé au Studio C.B.E. (Paris) par Bernard Estardy
- Direction artistique : Jean-Jacques Souplet

## Certification
| Pays   | Ventes    | Certification | Date |
| ------ | --------- | ------------- | ---- |
| France | 600 000 + | 2 × Platine   | 1994 |